# Romario Campbell
Romario Campbell (sinh ngày 15 tháng 10 năm 1989) là một cầu thủ bóng đá người Jamaica thi đấu cho Waterhouse, ở vị trí tiền vệ.

## Sự nghiệp

### Câu lạc bộ
Campbell từng thi đấu bóng đá cho Harbour View và Waterhouse.

### Quốc tế
Anh ra mắt quốc tế cho Jamaica năm 2010.